# Slag bij Pickett's Mill
De Slag bij Pickett's Mill vond plaats op 27 mei 1864 in Paulding County, Georgia tijdens de Amerikaanse Burgeroorlog. De Noordelijke eenheden probeerden de Zuidelijke rechterflank aan te vallen.
Na de Noordelijke nederlaag bij New Hope Church gaf generaal-majoor William T. Sherman het bevel aan generaal-majoor Oliver O. Howard om de rechterflank van het Zuidelijke leger onder leiding van generaal Joseph E. Johnston aan te vallen. De Zuidelijken hadden zich echter goed voorbereid op een dergelijke aanval. De Noordelijke aanval zelf verliep niet volgens plan. De Zuidelijken slaagden erin om de aanval af te slaan waarbij ze ernstige verliezen toebrachten bij de Noordelijken.